# 福興 (臺中市)
福興，是臺灣臺中市大安區的一個傳統地域名稱，位於該區中部偏東南。相較於今日行政區，其範圍大致包括中東南部、東安里東北部凸出部分的東大半部、福興里興安路以南部分。

## 歷史
台灣清治末期，福興地區為一街庄，稱為「福興庄」，隸屬於苗栗三堡。該庄西北與三塊厝庄、北及東北與牛埔庄為鄰，東南邊為後厝仔庄，西南邊為東勢尾庄、中庄。
1901年（日明治三十四年）11月，全台廢縣廳改設二十廳，該庄隸屬於苗栗廳。1903年（明治三十六年）6月，該庄編入「十八庄區」，仍隸屬於苗栗廳。1909年（明治四十二年）10月，全台二十廳合併為十二廳，苗栗廳廢止，十八庄區改隸屬於臺中廳。1920年（大正九年），全台地方制度大改正，該庄改制為「福興」大字，隸屬於臺中州大甲郡大安庄。
戰後大安庄改制為大安鄉，隸屬於臺中縣，大字亦改制為村。1950年10月，中、彰、投分治，大安鄉隸屬不變。2010年12月，隨著臺中縣、市合併為直轄臺中市，大安鄉改制為大安區，村亦改制為里。

## 聚落
本地區有福興莊聚落。

## 交通
區道中17線（中松路）是松子腳至南埔的道路，大致以東北東—西南西走向到達本地區極北點後沿西北部邊界而行，其後沿邊界轉東南東—西北西走向，再轉東北—西南走向經過本地區西北端並由西部邊界出境。由該道路向東北東可前往牛埔、溪洲、松子腳並止於市道132號路口，向西南進入中庄地區，至大安市區西側轉北北西再轉西可前往南庄、南埔並止於大甲溪北岸的南埔堤防道路路口。
區道中18線（興安路）是頂庄至大甲的道路，大致以西偏北—東偏南走向轉西偏南—東偏北走向線經過本地區中部偏南地帶及東部凸出部分的北側邊界。由該道路向西偏北轉西南可前往中庄地區東南部頂庄聚落大安國小旁的區道中7線路口，向東偏北可前往牛埔與後厝子交界地帶、番子寮西北角、庄尾、大甲市區並止於舊省道台1線（順天路）路口。
區道中19線（福東路）是福興至東勢尾的道路，其北側端點位於本地區極東點附近的區道中18線路口。由此向西南西沿經過本地區東部南側凸出部分後，沿本地區東南部邊界西段而行，出境後可前往東勢尾並止於大甲溪北岸堤防道路。